# Koutermolen (Harelbeke)
De Koutermolen is een houten staakmolen in het Provinciedomein De Gavers in Harelbeke. Hij dateert oorspronkelijk uit de achttiende eeuw en werd vier keer verbouwd. De molen is sinds 1944 erkend als monument.

## Benaming
De naam verwijst naar de Veldrijkkouter of Molenkouter te Stasegem, waar de molen stond tot in 1981. 

## Historie
De oorspronkelijke Koutermolen werd tussen 1775 en 1789 opgericht door Pieter Gheysens. Het was de eerste molen in Stasegem. Hij werd voor het eerst vermeld op een kaart van 1789, gemaakt door landmeter P.C. Steur, in verband met het kalseien van de weg van Harelbeke naar Zwevegem. De molen stond een 300-tal meter ten zuiden van zijn huidige standplaats, aan de oostzijde van de tegenwoordige Masteluinstraat, waar nu het speelterrein van Chiro Stasegem is. In een latere kadastertelling was hij vermeld als oliecot.
Op Palmzondag 1891 brandde de molen door onbekende oorzaak af. August Gheysens, de toenmalige molenaar van de Koutermolen, kon nadien vrijwel direct de Brandemolen in Deerlijk kopen, die uit elkaar was genomen om de onderdelen los te verkopen. In 1917 sloopten het Duitse leger de molen voor de aanleg van een landingsbaan in de Gavermeersen.
In 1919 zocht Victor Gheysens, de zoon van August, een vervangende molen. Door een gelukkig toeval stond de eveneens in Deerlijk staande Statiemolen te koop. Deze molen was in 1897 verplaatst van Desselgem naar Deerlijk Statie. De molenaar kocht het werktuig en bracht hem met paard en kar naar Stasegem. De familie Gheysens bemaalde tot 1948 de Koutermolen. André Gheysens liet de molen nog regelmatig draaien tot 1968. In 1976 werd hij door de gemeente Harelbeke aangekocht in een volledig vervallen toestand, waarop de provincie West-Vlaanderen hem voor 1 frank had gekocht. In 1981-1986 werd de molen volledig gerestaureerd en heropgebouwd in het provinciedomein De Gavers . 

In 1987 ging hij officieel open en prijkt op een zes meter hoge belt. Hij draait regelmatig dankzij vrijwillige molenaars. In 2020 trok de provincie 246.826 euro uit voor een nodige tweede restauratie.

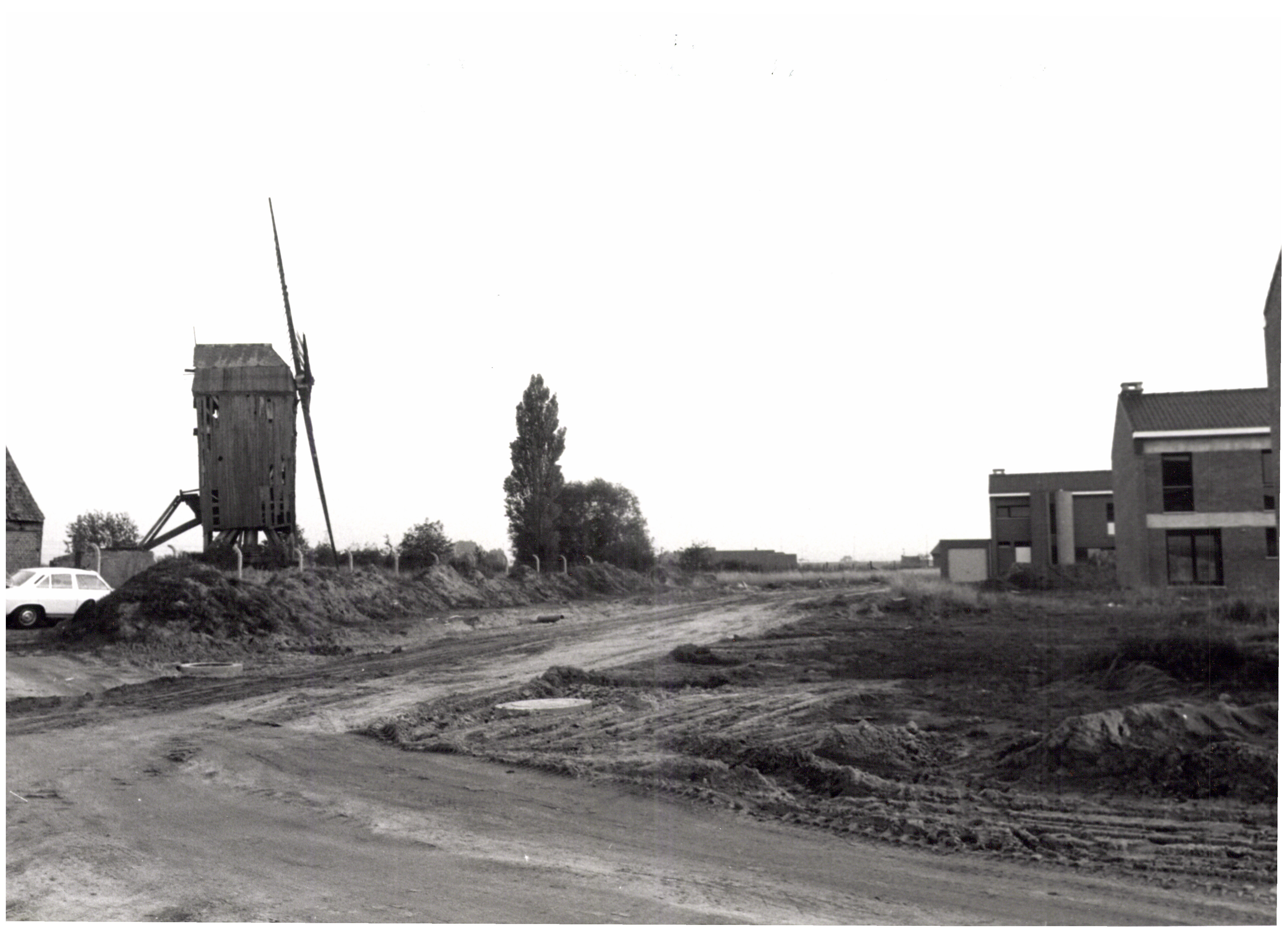
De Koutermolen in 1977 vanuit de Masteluinstraat.
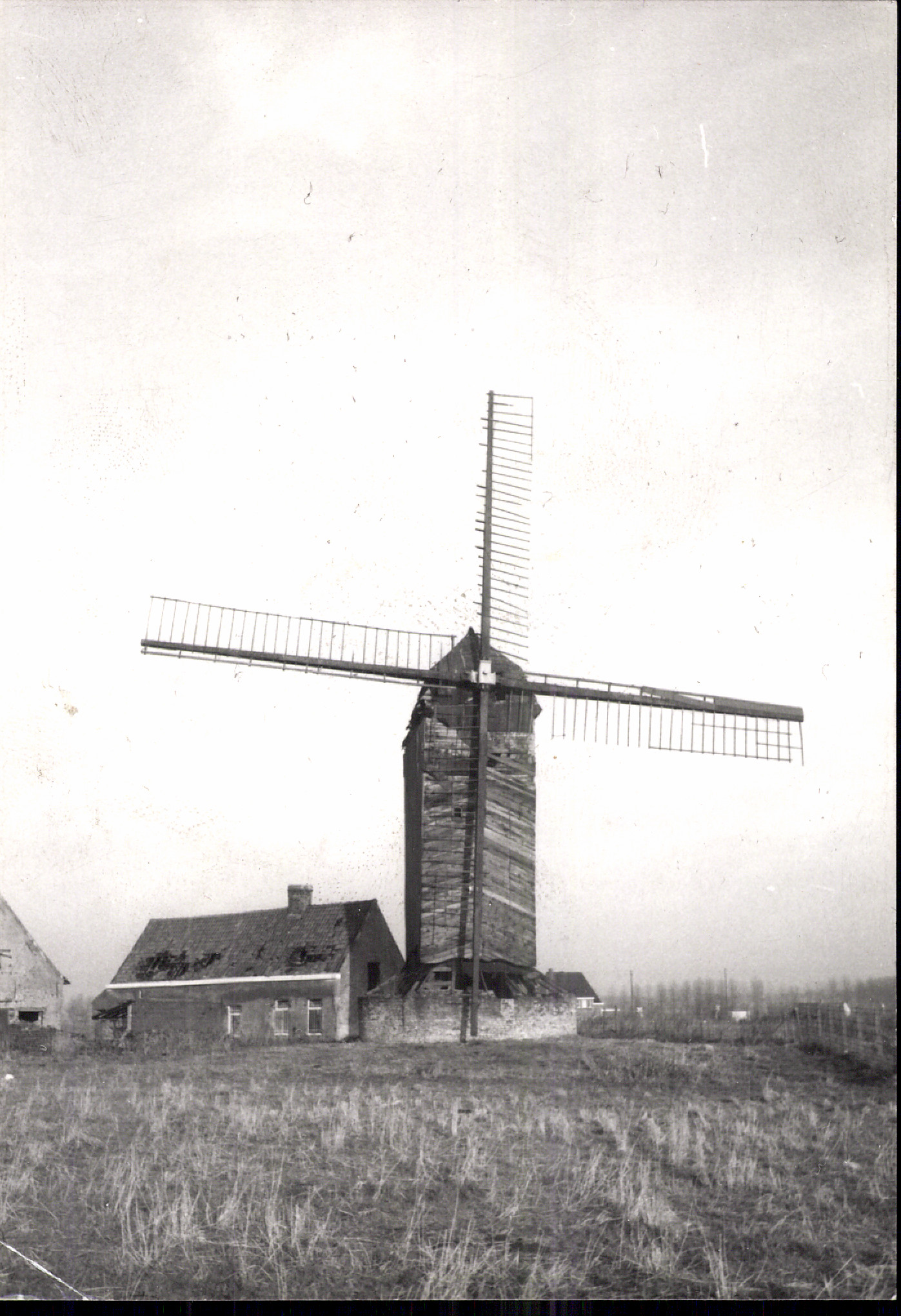
De Koutermolen in 1973
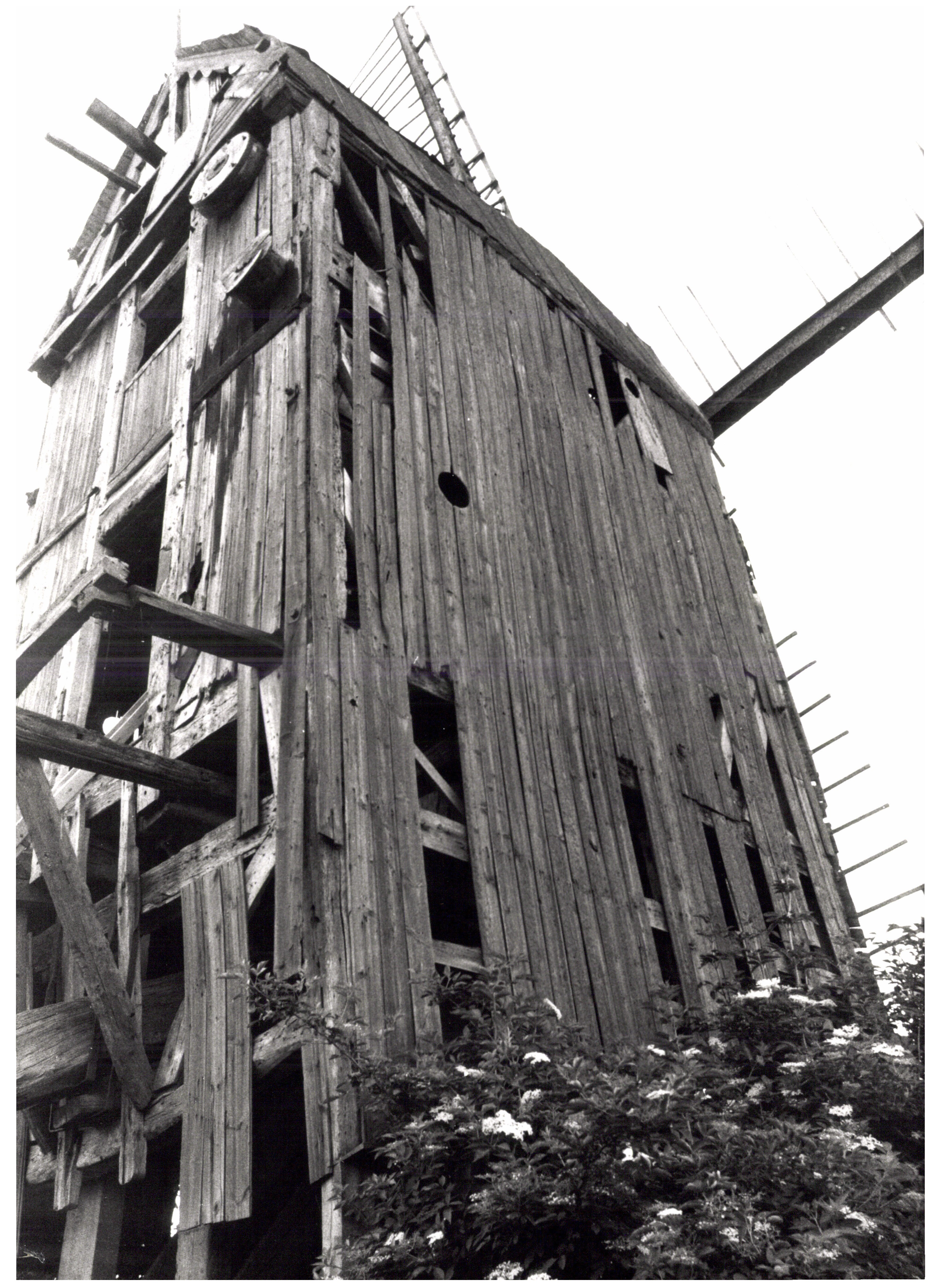
Toestand van de Koutermolen voor restauratie
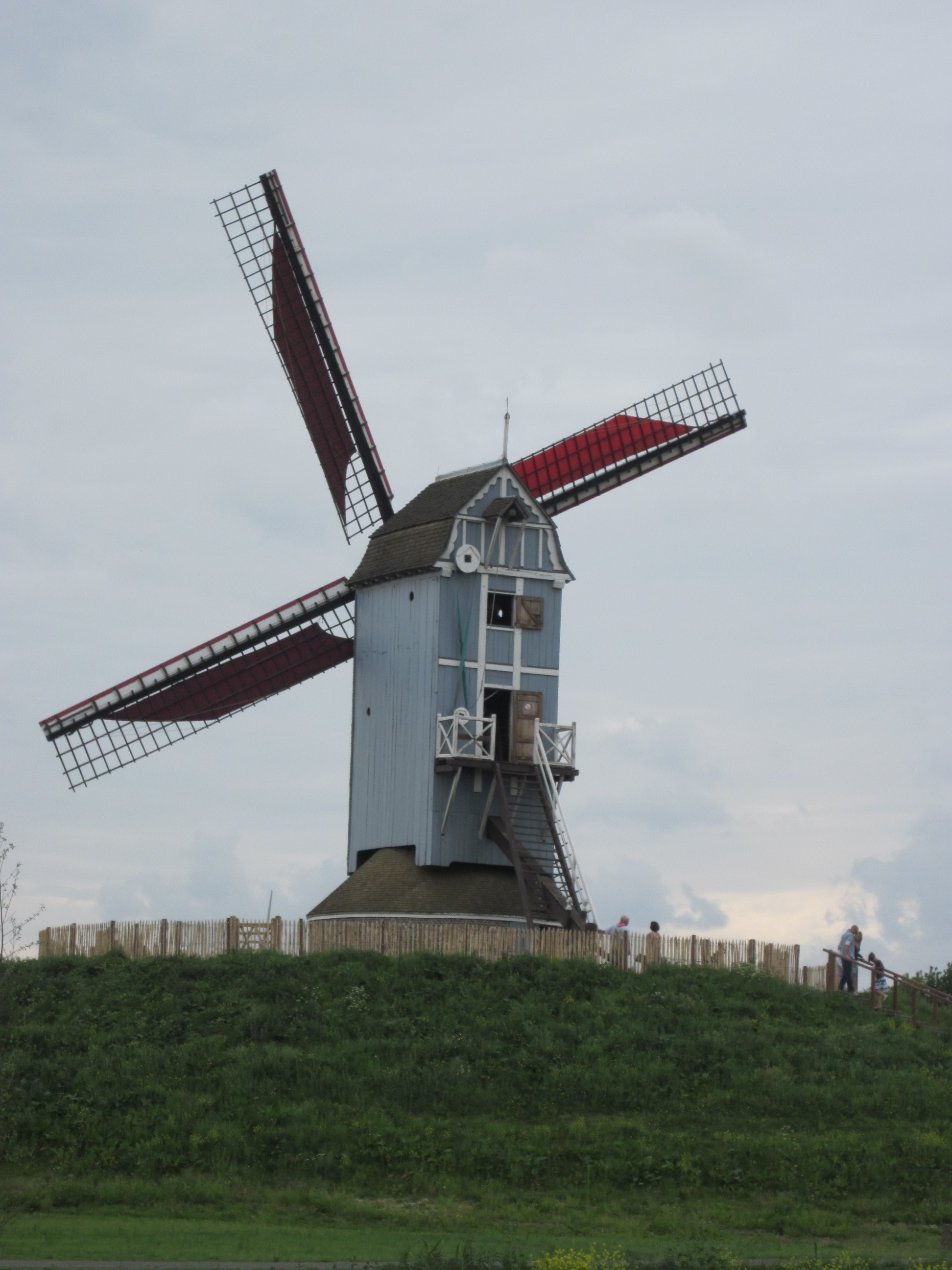
Koutermolen vandaag

## Eigenschappen
De Koutermolen beschikt over twee zolders: de maalzolder en de steenzolder. Verder heeft de Koutermolen twee koppels maalstenen en een haverpletter. De originele askop, die bij de heropbouw van de molen beschadigd raakte, werd naast het monument gezet.
- Inventaris van het Bouwkundig Erfgoed (Vlaanderen): 205025